# Břetislav Petránek
Břetislav Petránek (11. prosince 1918 Červené Pečky, Bojiště (okres Kolín) – 1. června 1981 Hradec Králové) byl český architekt, který se podílel ba zvýšení architektonické úrovně Hradce Králové a ovlivnil další generaci místních architektů.
Narodil se v rodině zednického mistra. Vystudoval reálné gymnázium v Kolíně (1937) a poté se věnoval studiu architektury na pražském ČVUT, které úspěšně dokončil. Následně šest let pracoval v ateliéru architekta Jaroslava Fragnera. Většinu svého profesního života však zasvětil Hradci Králové, kde pracoval od roku 1949 až do své smrti v roce 1981. V tamním Stavoprojektu působil jako vedoucí architektonického ateliéru a později jako projektant urbanistického střediska.
Společně s dalšími kolegy se podílel na poválečném rozvoji Hradce Králové. Navázal na tradici a přístupy Josefa Gočára z 20. let 20. století, čímž přispěl ke kontinuitě a stabilitě územního plánování a koncepční výstavbě Hradce Králové v 60. letech 20. století. Spolu s Janem Zídkou se v letech 1960 a 1970–1975 podílel na územních plánech města. Ve spolupráci s Františkem Křelinou st. navrhl dostavbu Gočárovy třídy.
Velkou část profesní kariéry se věnoval královéhradeckému sídlišti Labská kotlina II, kde působil jako šéfprojektant. Právě za toto sídliště obdržel státní cenu na celostátní přehlídce architektonických prací za období 1972–1973. Dostal Cenu Josefa Gočára i Cenu Josefa Havlíčka.
Byl rovněž hlavním architektem stavby polikliniky v Žamberku. Stavba byla zahájena 20. 11. 1956. Ke kolaudaci došlo v průběhu roku 1962 a k uvedení do provozu dne 4. 11. 1962. Zajímavostí jsou sgrafita na fasádě.
Byl dlouholetým členem poradního sboru pro architekturu a územní plánování v Hradci Králové. Účastnil se architektonických soutěží, i jako porotce.

## Dílo
- dostavba Gočárovy třídy; společně s Františkem Křelinou st. (projekt 1954–1956, realizace 1956–1958)
- výstavba při Sukových sadech (1960–1962)
- domov důchodců v Novém Hradci Králové (1962–1966)
- sídliště Labská kotlina II (1970–1975)[3]